# Anne av Auvergne
 Anne av Auvergne, född 1337, död 1417, var regerande dauphine av Auvergne 1372-1417 och grevinna av Forez 1400-1417. Hon ärvde Auvergne av sin far och Forez av sin morbror. Genom hennes äktenskap förenades dauphinatet Auvergne och grevedömet Forez med hertigdömet Bourbon. 